# Terra Indígena Barreirinha
A Terra Indígena Barreirinha é uma terra indígena localizada no estado brasileiro do Pará. Regularizada e tradicionalmente ocupada, tem uma área de 2 374 hectares e uma população de 86 pessoas, do povo Amanayé.